# Julio González Pola
Julio González Pola fue un escultor español, nacido el 25 de noviembre de 1865 en Oviedo y fallecido el 11 de mayo de 1929 en Madrid.

## Trayectoria
Julio González-Pola García nació en Oviedo el 25 de noviembre de 1865, en el seno de una familia de militares. Inició su carrera artística en la  Escuela de Artes y Oficios de Oviedo y, ya en Madrid, continuó su formación en la Escuela de Pintura, Escultura y Grabado, donde estudió con el maestro Juan Samsó.
A lo largo de su carrera, Julio González-Pola ocupó diversos cargos culturales, entre ellos el de vicepresidente del Círculo de Bellas Artes, presidente interino de ese mismo Círculo entre junio y octubre de 1920, y secretario de la Sociedad de Pintores y Escultores.
Murió en Madrid el 11 de mayo de 1929.

## Obra
Fue uno de los miembros más destacados del movimiento conocido como vanguardia histórica. Se especializó en obras monumentales y conmemorativas dedicadas a héroes militares para diversas ciudades de España e Hispanoamérica.

### Obras en las colecciónes públicas
- Ensueños, Museo de Bellas Artes, Murcia, 1901
- Monumento a los Mártires de la Patria, "Patria", 1910, Parque del Oeste, Madrid
- No importa, Museo del Ejército y Casino Militar de Madrid
- Monumento a los Héroes de Puente Sampayo, 1911, Pontevedra
- Monumento al Capitán Melgar, 1911, Plaza de Oriente, Madrid
- La Cruz Roja de Vigo a los soldados repatriados de Cuba y Filipinas que fallecieron en esta ciudad.[3] Cementerio de Pereiró Vigo.
- Monumento a los Héroes del Caney, 1915, Madrid
- Monumento a D. Mariano Suárez-Pola, 1915, Luanco, Asturias
- Monumento a Cervantes, 1916, Panamá
- Busto del coronel Vazquez Landa, 1918, panteón San Sebastián
- Monumento a los Héroes de Cavite y Santiago de Cuba, 1923, Cartagena
- Monumento à la Duquesa de la Victoria, 1925, Madrid y Cádiz
- Monumento al Comandante Benítez, 1926, Jardines del Paseo del Parque, Málaga
- Monumento al General José María de Córdoba, 1926, Rionegro, Colombia
- Monumento a la Batalla de Ayacucho, 1930,[4] Bogotá, Colombia[5]
- Monumento a Salvador Brau, Puerto Rico
- Monumento a Román Baldorioty de Castro, Puerto Rico[6]

### Exposiciones
Participó en las Exposiciones Nacionales y recibió una tercera medalla en la edición de 1897, una segunda en la de 1901 y una primera en 1908, esta última por su proyecto de monumento a la patria, en recuerdo de las guerras coloniales.

## Galería de imágenes

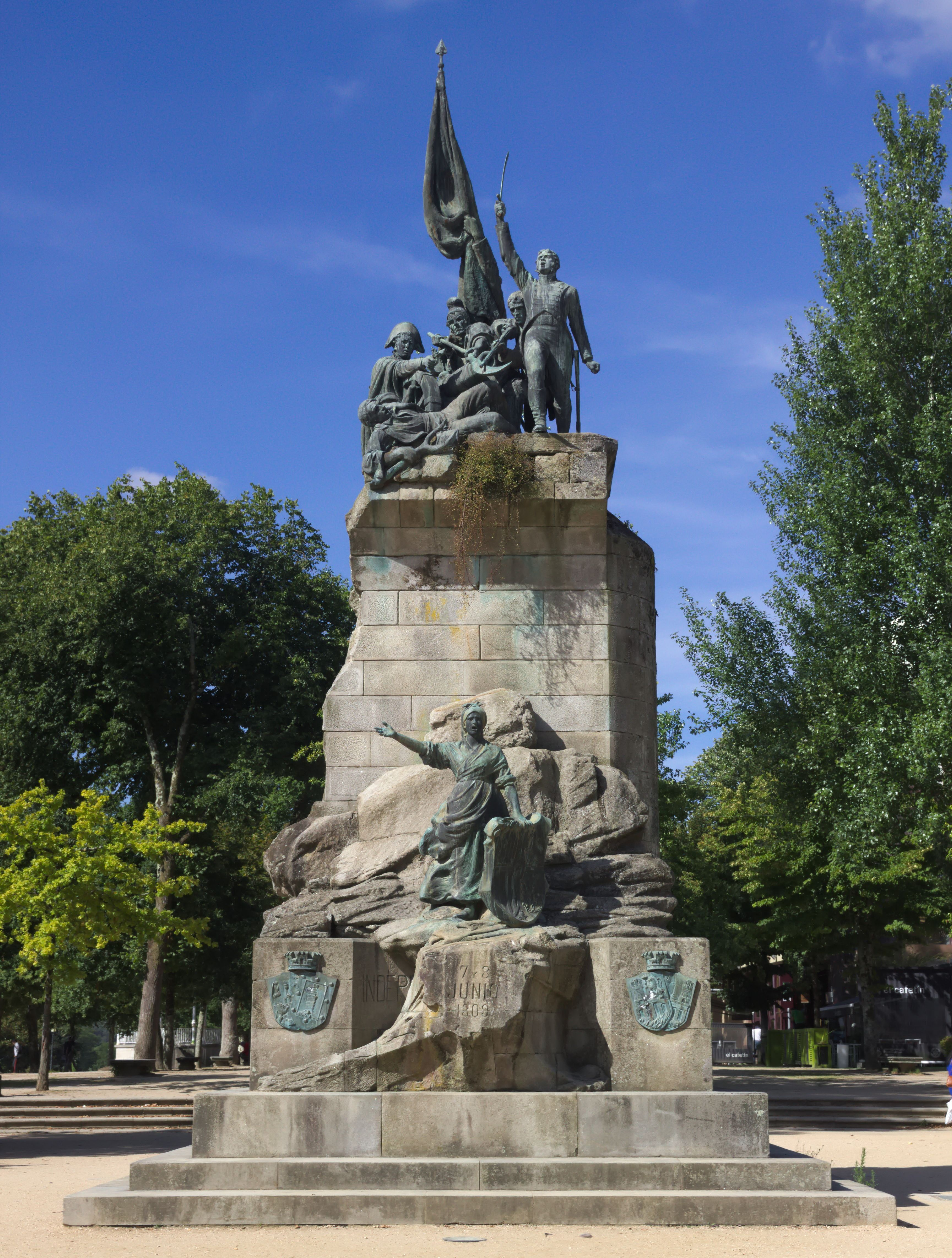
Monumento a los Héroes de Puente Sampayo en Pontevedra
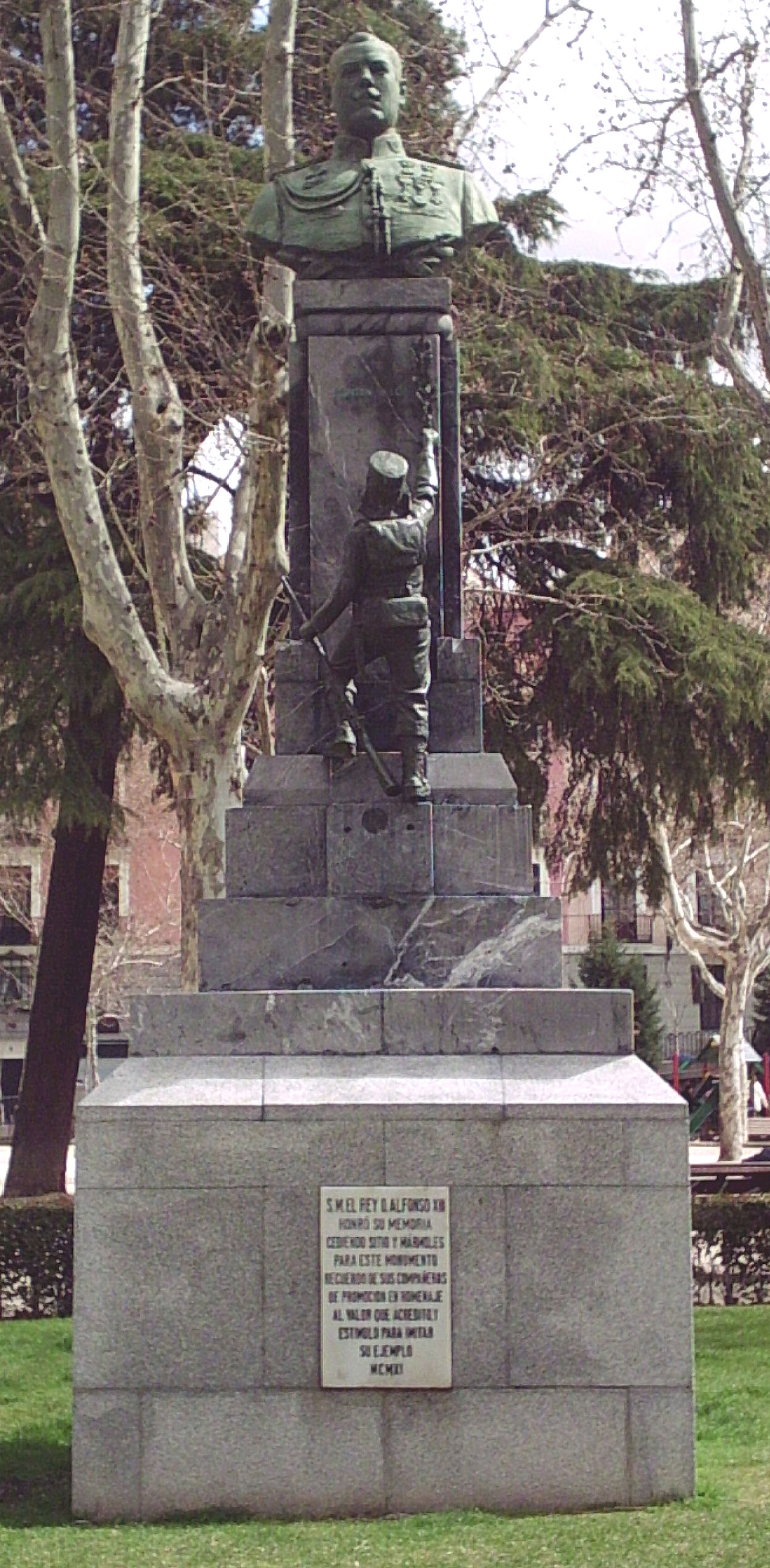
Monumento al Capitán Melgar en Madrid
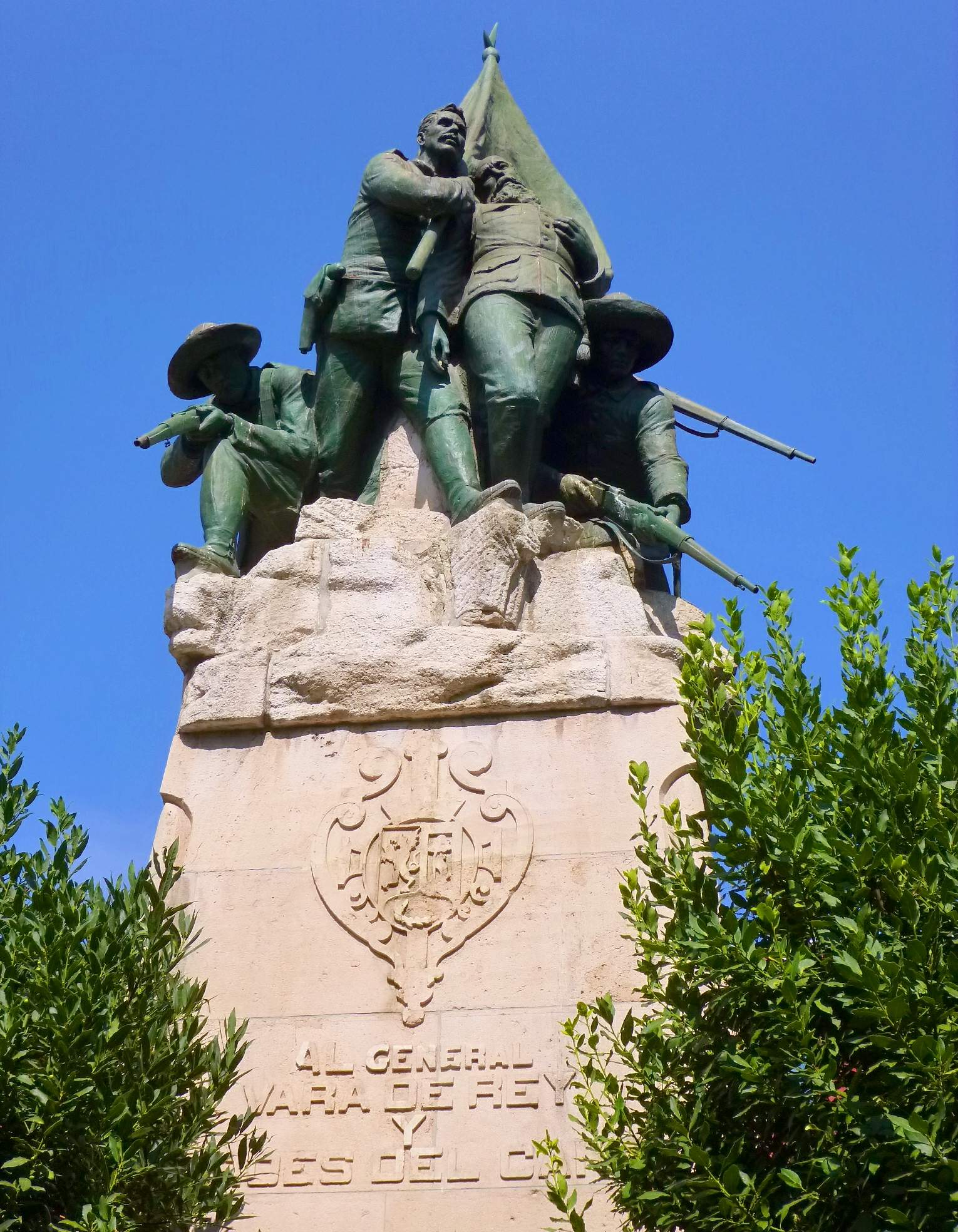
Monumento a los Héroes del Caney en Madrid
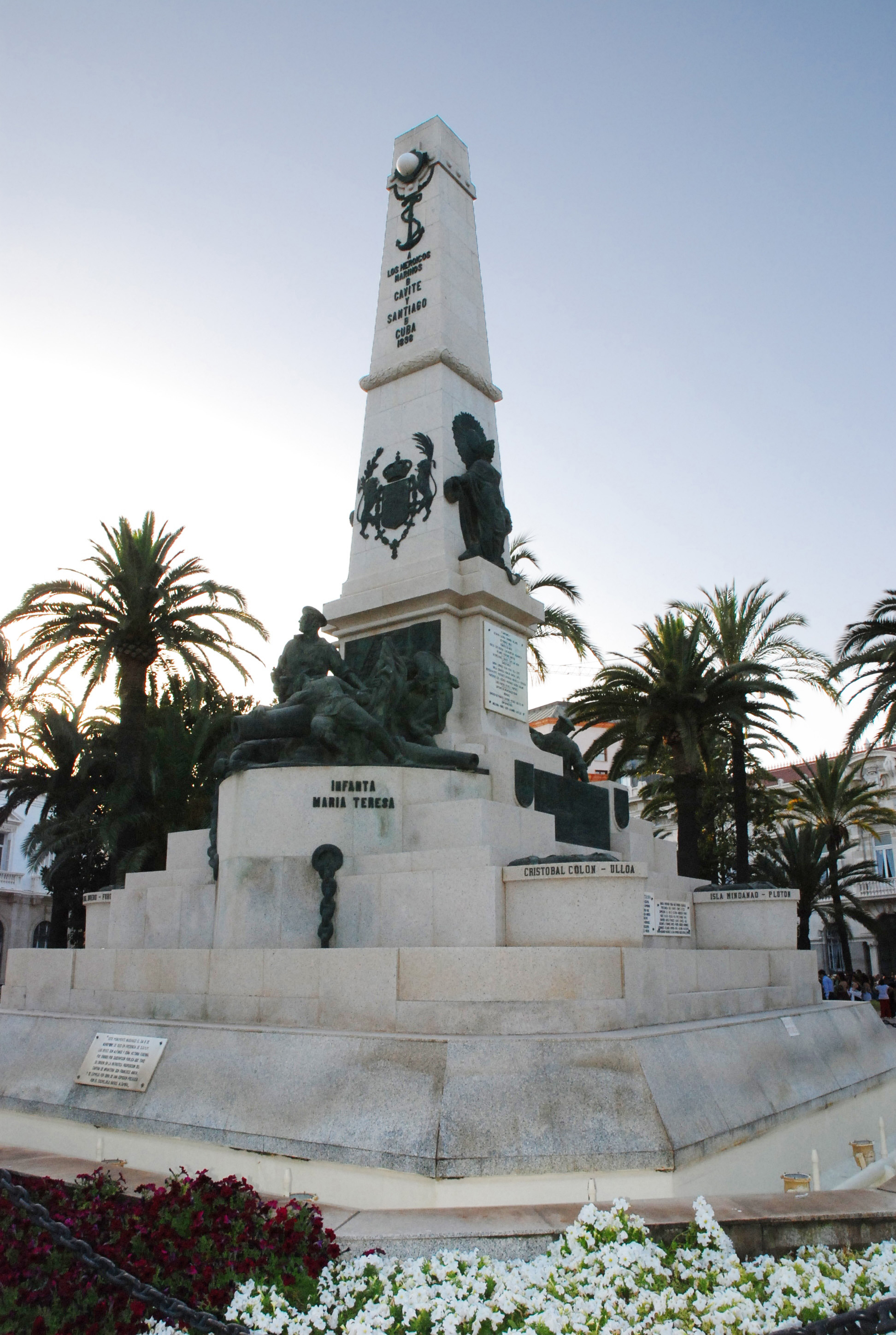
Monumento a los Héroes de Cavite en Cartagena
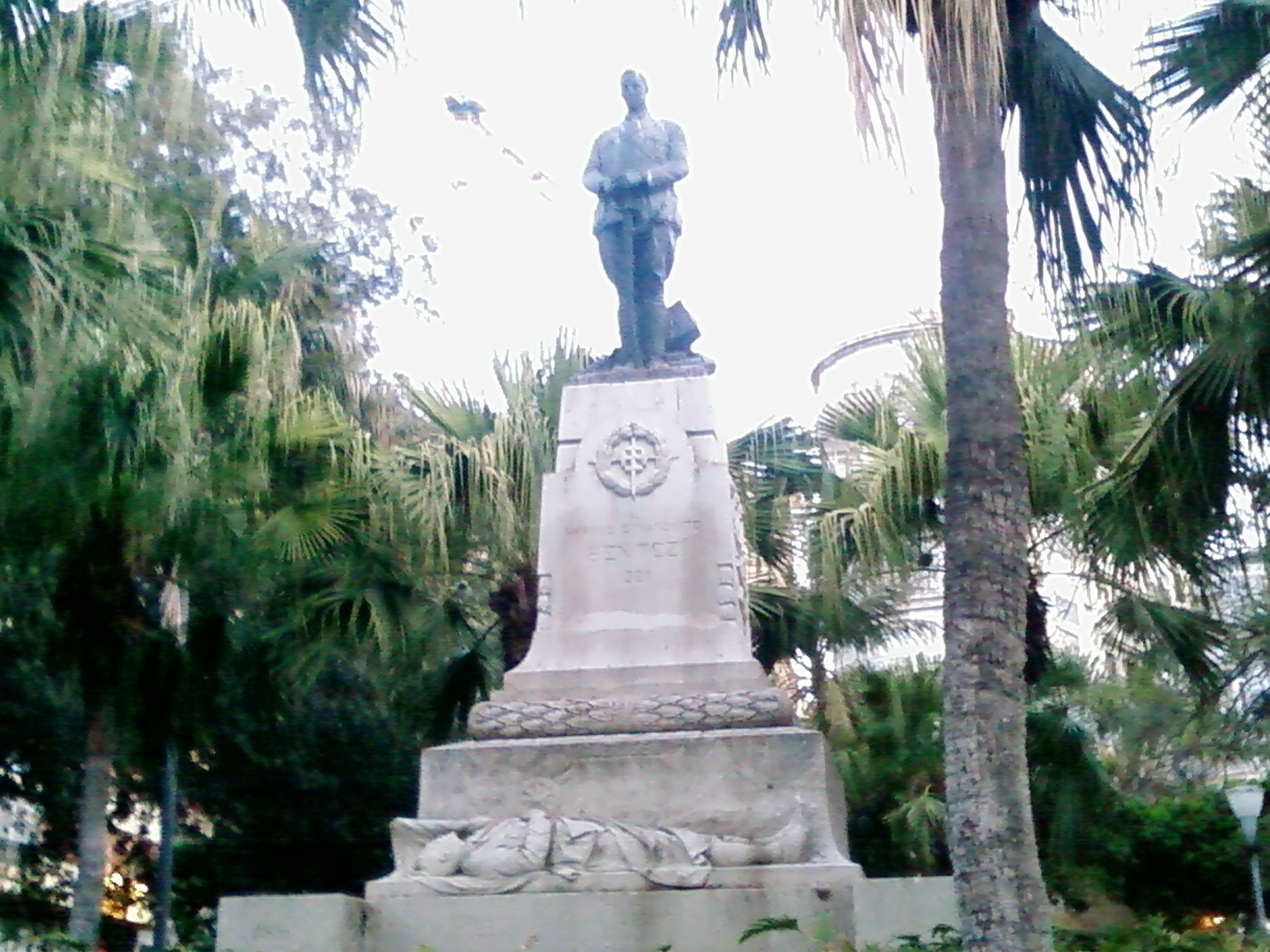
Monumento al Comandante Benítez en Málaga
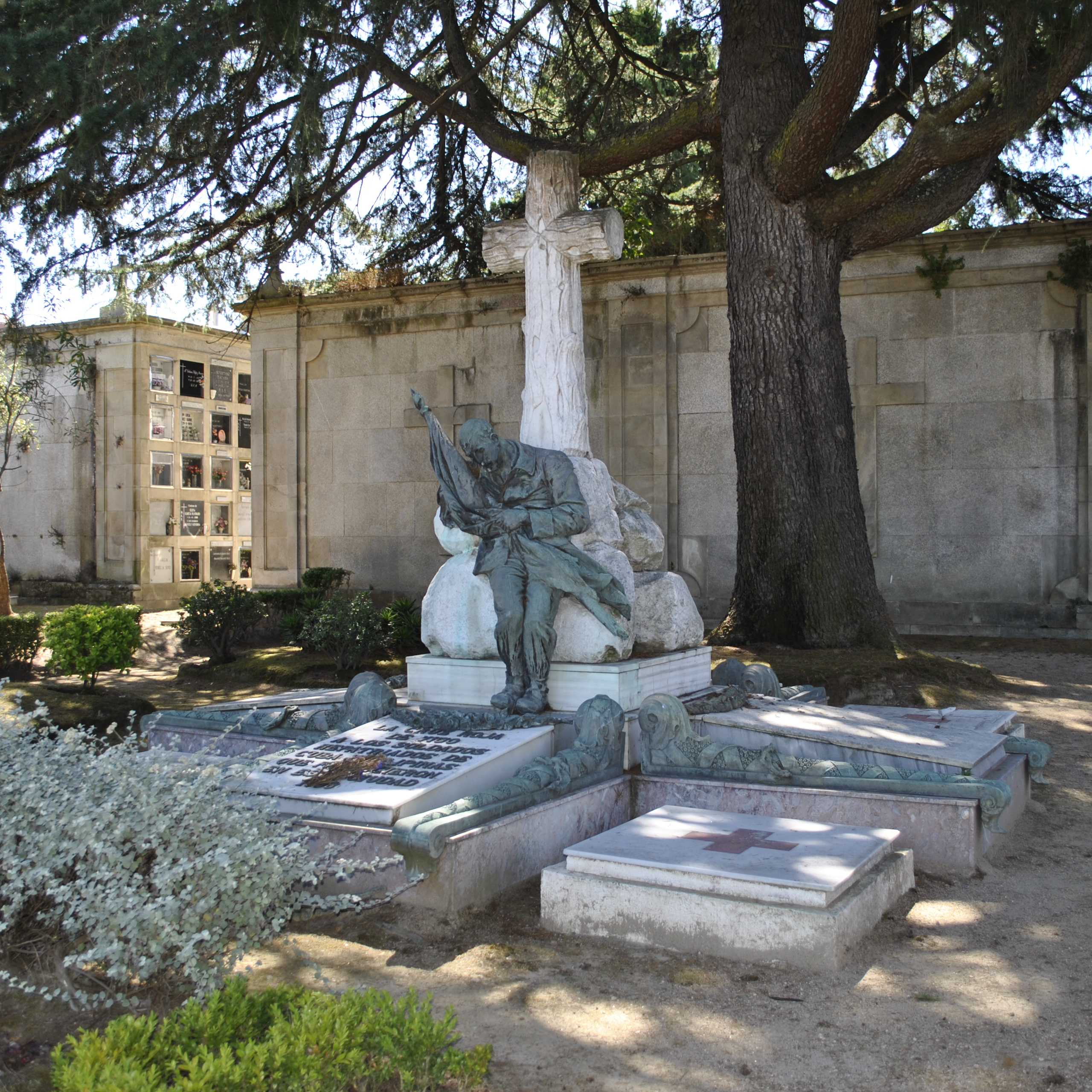
La Cruz Roja de Vigo a los soldados repatriados de Cuba y Filipinas.
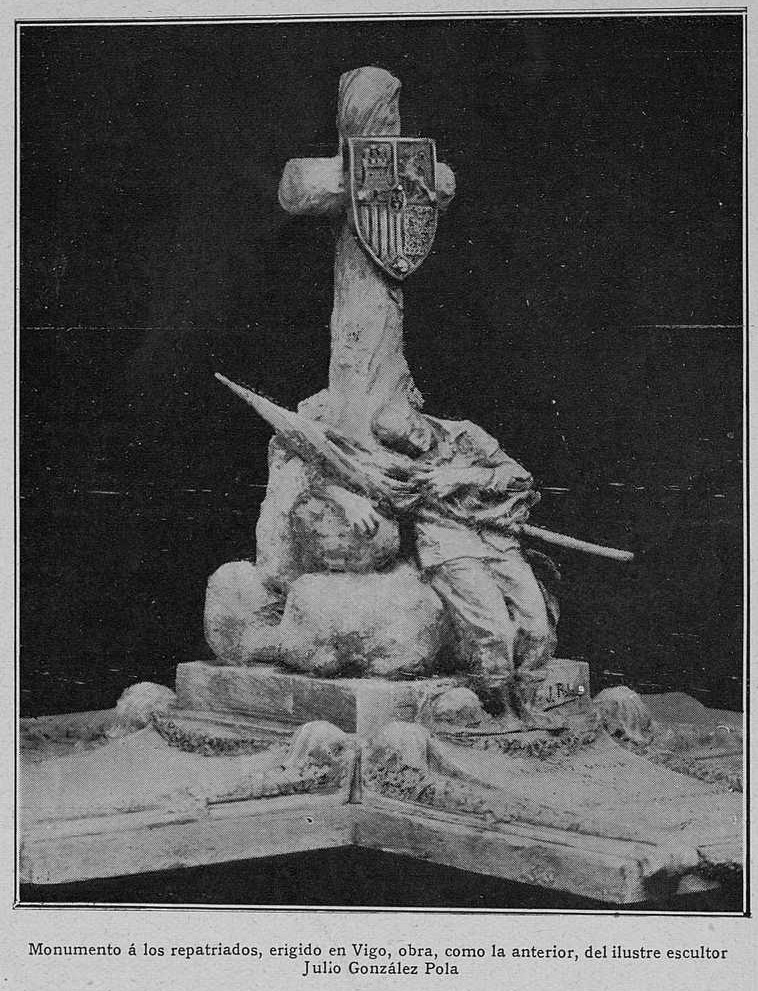
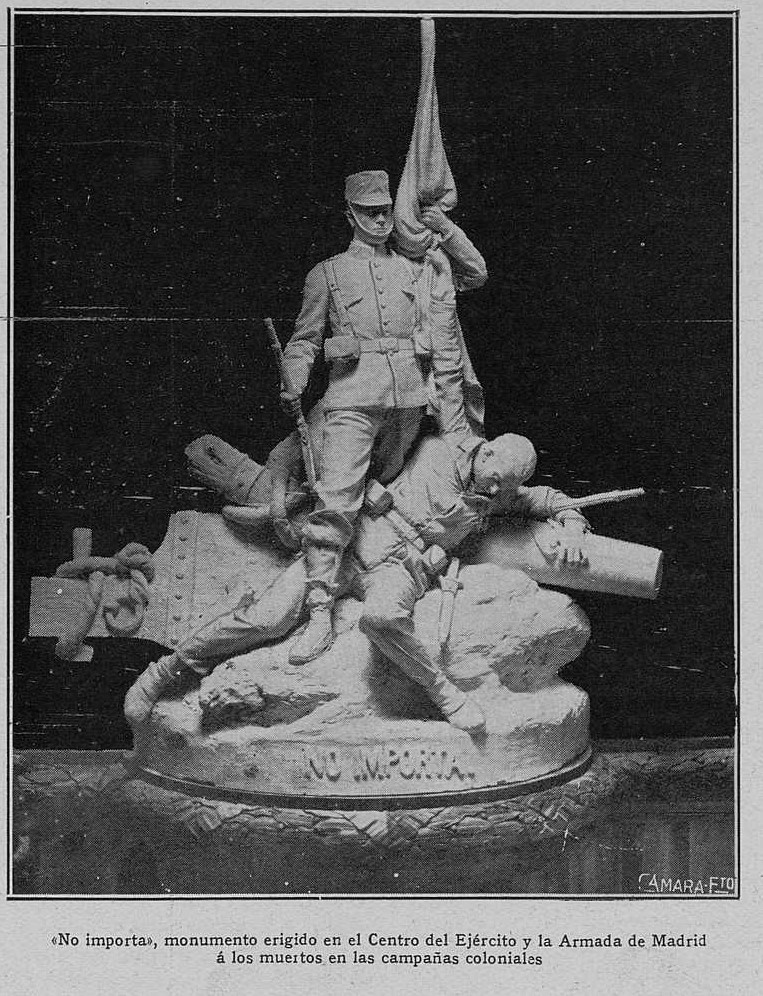